# Autorizacija
Autorizacija ili ovlašćenje je funkcija navođenja prava pristupa resursima koji se odnose na bezbednost informacija i računarsku bezbednost uopšte, naročito kontrolu pristupa. Formalno, "autorizovati" znači definisati politiku pristupa.Tokom rada, sistem koristi pravila za kontrolu pristupa da odluči da li će biti odobren pristup zahteva od (proverenih) potrošača ili će biti odbijen. Resursi uključuju pojedinačne datoteke ili stavke podataka, računarske programe, računarske uređaje i funkcionalnosti koje pružaju računarske aplikacije. Primeri potrošača su korisnici računara, računarski programi i drugi uređaji na računaru.

## Pregled
Kontrola pristupa u računarskim sistemima i mrežama oslanja se na politike pristupa.
Proces kontrole pristupa može se podeliti u dve faze : 
- faza definisanja politika gde je pristup ovlašćen
- faza sprovođenja politika u kojoj su zahtevi za pristup odobreni ili odbijeni.

Autorizacija je dakle funkcija faze definisanja politike koja prethodi fazi sprovođenja politike u kojoj su zahtevi za pristup odobreni ili odbijeni na osnovu prethodno definisanih ovlašćenja.
Većina modernih, višekorisničkih operativnih sistema obuhvata kontrolu pristupa i time se oslanjaju na autorizaciju. Kontrola pristupa takođe koristi autentifikaciju da proveri identitet potrošača. Kada potrošač pokuša da pristupi resursu,proces kontrole pristupa proverava da je potrošač ovlašćen da koristi taj resurs. Autorizacija je odgovornost organa, kao što je rukovodilac , u domenu primene,ali se često poverava staratelju kao što je sistemski administrator. Autorizacije su izražene kao pristupne politike u nekim vrstama "politike definicija aplikacija",
na primer u obliku liste za kontrolu pristupa ili sposobnosti, na osnovu "principa najmanje privilegije": potrošačima treba biti ovlašćen(autorizovan) jedino pristup onome što im je potrebno da bi radili svoj posao. Stariji i jednokorisnički operativni sistemi često su imali slabe ili nepostojeće autentifikacije i kontrole pristupa sistema.
"Anonimni korisnici" ili gosti, su korisnici koji nisu u obavezi da potvrde autentičnost. Oni obično imaju ograničenu autorizaciju. Na distribuiranom sistemu je obično poželjno da se odobri pristup bez potrebe za jedinstvenim identitetom. Poznati primeri pristupnim tokenima uključuju ključeve i ulaznice: oni daju pristup bez dokazivanja identiteta. 
Korisnici kojima se veruje su često ovlašćeni za neograničeni pristup resursima na sistemu, ali moraju biti potvrđeni tako da sistem kontrole pristupa može da donese odluku odobravanja pristupa. "Oni korisnici kojima se delimično veruje" i gosti će češće imati ograničeno ovlašćenje u cilju da zaštite resurse protiv nepravilnog pristupa i korišćenja. Politika pristupa će u nekim operativnim sistemima, po pravilu, dati svim korisnicima kompletan pristup svim resursima. Drugi će naprotiv, insistirati da administrator izričito odobri korisniku upotrebu svakog resursa.
Čak i kada se pristup kontroliše kombinacijom provere identiteta i pristupom kontrolnim listama, problemi održavanja autorizacije nisu trivijalni, i često zahtevaju puno administrativnog posla kao što je upravljanje potvrde akreditacije. Često je potrebno da se promeni ili ukloni autorizacija korisnika: to se radi promenom ili brisanjem odgovarajućeg pristupa pravila na sistemu.

## Povezana tumačenja

### Javna politika
U javnoj politici,autorizacija je karakteristika pouzdanih sistema koji se koriste za bezbednost i društvenu kontrolu.

### Bankarstvo
U bankarstvu, je potrebno ovlašćenje kada korisnik pri kupovini upotrebljava debitnu ili kreditnu karticu.

### Izdavaštvo
U izdavaštvu, su ponekad javna predavanja i drugi slobodno dostupni tekstovi javni bez saglasnosti autora . To su neovlašćeni tekstovi.
Jedan od primera je delo "Teorija svega: Poreklo i sudbina univerzuma", objavljeno 2002. godine, koje je sastavljeno od predavanja Stivena Hokinga i objavljeno bez njegove dozvole za autorska prava. 

### Autorizacija pri prevođenju
Autorizacija prevoda- prevod pregledan i odobren od strane autora originala ili se vrši uz njegovu saglasnost.
Ovo je prevod novinarskog ili umetničkog dela, u kojem prevodilac postaje autor prevedenog teksta. Ono poseduje značajne promene u odnosu na original i adaptaciju stilske obrade, daleko je iznad običnog prevoda. Prevodilac može da primenjuje svoje kreativne metode, menja sastav likova, pa čak i preoblikuje priču.